# Асон (коммуна)
Асо́н (фр. Asson) — коммуна во Франции, находится в регионе Аквитания. Департамент — Атлантические Пиренеи. Входит в состав кантона Узом, Гав и Рив-дю-Не. Округ коммуны — По.
Код INSEE коммуны — 64068.

## География
Коммуна расположена приблизительно в 670 км к югу от Парижа, в 195 км южнее Бордо, в 21 км к юго-востоку от По.
По территории коммуны протекают реки Беес и Узом.

### Климат
Климат тёплый океанический. Зима мягкая, средняя температура января — от +5°С до +13°С, температуры ниже −10 °C бывают редко. Снег выпадает около 15 дней в году с ноября по апрель. Максимальная температура летом порядка 20-30 °C, выше 35 °C бывает очень редко. Количество осадков высокое, порядка 1100 мм в год. Характерна безветренная погода, сильные ветры очень редки.

## Население
Население коммуны на 2010 год составляло 2000 человек.
| 1962 | 1968 | 1975 | 1982 | 1990 | 1999 | 2010 |
| ---- | ---- | ---- | ---- | ---- | ---- | ---- |
| 1506 | 1527 | 1676 | 1644 | 1652 | 1770 | 2000 |

## Администрация
| Период | Период | Фамилия          | Партия                                    | Примечания                        |
| ------ | ------ | ---------------- | ----------------------------------------- | --------------------------------- |
| 1947   | 1989   | Жан Лабаррер     | Национальный центр независимых и крестьян | генеральный советник кантона      |
| 1989   | 2008   | Лоран Обюшу-Орью | Союз за народное движение                 | генеральный советник кантона      |
| 2008   | 2014   | Патрик Мура      |                                           | президент синдиката Eau Nay-Ouest |
| 2014   | 2020   | Марк Кантон      | Союз демократов и независимых             |                                   |

## Экономика
В 2010 году среди 1262 человек трудоспособного возраста (15-64 лет) 937 были экономически активными, 325 — неактивными (показатель активности — 74,2 %, в 1999 году было 73,0 %). Из 937 активных жителей работали 870 человек (472 мужчины и 398 женщин), безработных было 67 (19 мужчин и 48 женщин). Среди 325 неактивных 113 человек были учениками или студентами, 118 — пенсионерами, 94 были неактивными по другим причинам.

## Достопримечательности
- Церковь Св. Мартина (XV век)

## Фотогалерея
- Церковь Св. Мартина
- Школа